# Tomognathus
Tomognathus è un genere di pesci ossei estinti, appartenente agli amiiformi. Visse tra il Cretaceo inferiore e il Cretaceo superiore (Valanginiano - Cenomaniano, circa 140 - 100 milioni di anni fa) e i suoi resti fossili sono stati ritrovati in Europa.

## Descrizione
Questo pesce è noto solo per scarsi resti fossili, che non permettono una precisa ricostruzione dell'animale. Tuttavia, dai raffronti con altri pesci meglio conosciuti si può supporre che Tomognathus possa essere stato vagamente simile all'attuale Amia calva: probabilmente possedeva un corpo slanciato dotato di una singola pinna dorsale allungata, con un cranio armato di forti denti aguzzi. 
Tomognathus, come tutti gli alecomorfi, era sprovvisto di un osso sopraoccipitale ed era dotato di una doppia articolazione mascellare che coinvolgeva simplettico e quadrato, mandibola comprendente coronoide, prearticolare e surangolare, margine posteriore della mascella concavo, una sola supramaxilla, un rostrale mediano a forma di 'V' con corna laterali e un interpercolo appena dopo il subopercolo. Tomognathus era dotato di alcune autapomorfie: parietali, frontali, premascellari e vomeri erano tutti fusi in elementi mediani, il parasfenoide aveva processi simili a falci sviluppati lungo le ali ascendenti e vi era una serie infraorbitale ridotta a elementi tubolari. Oltre a ciò, Tomognathus presentava premascelle fuse con un processo ventrale posteriore suturate a un vomere spaiato, un muso smussato, un'ossificazione etmoidale composta priva di etmoide laterale e preetmoide distinti, e denti grandi e cavi con una parete sottile.

## Classificazione
Tomognathus venne descritto per la prima volta nel 1850, sulla base di resti fossili ritrovati nell'English Chalk risalente al Cenomaniano in Inghilterra; la specie tipo è Tomognathus mordax. Per lungo tempo questi fossili frammentari non vennero compresi appieno e la classificazione fu difficoltosa; solo nel 2006 una preparazione del materiale con acido permise di mettere in luce numerose caratteristiche fino a quel momento sconosciute, e di effettuare una ridescrizione dell'animale. Tomognathus venne quindi attribuito agli amiiformi, un gruppo di pesci alecomorfi attualmente rappresentati dalla sola Amia calva; in particolare, Tomognathus è stato ascritto al gruppo degli Amioidea (Forey e Patterson, 2006). 
Un frammento isolato di muso rinvenuto nei pressi di Tolone, nel sud-est della Francia, è stato descritto nel 2012 come appartenente a una nuova specie del genere Tomognathus, T. gigeri, molto più antica della precedente (Valanginiano) e differente dalla specie tipo per alcune caratteristiche dei denti, affini a quelli dei Caturoidea (Cavin e Giner, 2012).